# Sanja Vulić
Sanja Vulić (ur. 15 sierpnia 1988 w Sarajewie) – serbsko-bośniacka edukatorka i polityczka. Deputowana Izby Reprezentantów Bośni i Hercegowiny od 2020 roku.

## Życiorys

### Młodość i edukacja
Vulić urodziła się 15 sierpnia 1988 w Sarajewie, ówcześnie w Socjalistycznej Federacyjnej Republice Jugosławii. Dorastała w Doboju.

### Działalność polityczna
Jeszcze w liceum dołączyła do Partii Niezależnych Socjaldemokratów dowodzonej przez Milorada Dodika. Została przewodniczącą partyjnej młodzieżówki.
W wyborach samorządowych w 2012 roku została członkinią rady miasta Doboj. W wyborach samorządowych w 2016 roku uzyskała reelekcję. Przez dwie kadencje była przewodniczącą klubu Niezależnych Socjaldemokratów w radzie. 28 maja 2019 roku została jednogłośnie wybrana przewodniczącą rady miasta. Była najmłodszą przewodniczącą samorządu w kraju.
W 2020 została członkinią Izby Reprezentantów Bośni i Hercegowiny. Została wybrana na miejsce Vojina Mitrovića, który objął stanowisko ministerskie.
W wyborach generalnych w 2022 roku została wybrana deputowaną z 2. okręgu wyborczego. Uzyskała 19 312 głosów.